# داريل هنت (عازف قيثارة)
داريل هنت (بالإنجليزية: Darryl Hunt)‏ هو عازف قيثارة وكاتب أغاني بريطاني، ولد في 4 مايو 1950 في هامبشير في المملكة المتحدة.

## وصلات خارجية
- داريل هنت على موقع IMDb (الإنجليزية)
- داريل هنت على موقع ميوزك برينز (الإنجليزية)
- داريل هنت على موقع أول ميوزيك (الإنجليزية)
- داريل هنت على موقع ديسكوغز (الإنجليزية)